# Carinaria galea
Carinaria galea är en snäckart som beskrevs av Benson 1835. Carinaria galea ingår i släktet Carinaria och familjen Carinariidae. Inga underarter finns listade i Catalogue of Life.